# آبی کلمبیا
آبی کلمبیا یک رنگ آبی روشن است که به افتخار دانشگاه کلمبیا نام‌گذاری شده‌است. خود این رنگ از رنگ رسمی انجمن فیلکسیان، قدیمی‌ترین سازمان دانشجویی دانشگاه گرفته شده‌است. اگرچه آبی کلمبیا اغلب با پانتون ۲۹۲ شناخته می‌شود، انجمن فیلوکسی برای نخستین بار در سال ۱۸۵۲، قبل از استانداردسازی رنگ‌ها، از آن استفاده کرد. پانتون ۲۹۰، سایه کمی روشن‌تر از آبی، نیز توسط برخی از دفاتر دانشگاه کلمبیا مشخص شده‌است، و رنگ رسمی فعلی فهرست‌شده توسط دفتر ارتباطات دیداری دانشگاه کلمبیا است.